# Коши (провинция)
Коши — провинция Непала, созданная по новой Конституции, принятой 20 сентября 2015 года. Первоначально называлась Провинцией № 1 (Первой провинцией), с 2019 года имеет современное название.
Столица — Биратнагар. Региональные языки: майтхили, лимбу.
В провинции расположена гора Джомолунгма.

## Зоны
- Коси
- Мечи
- Сагарматха (частично)

## Округа

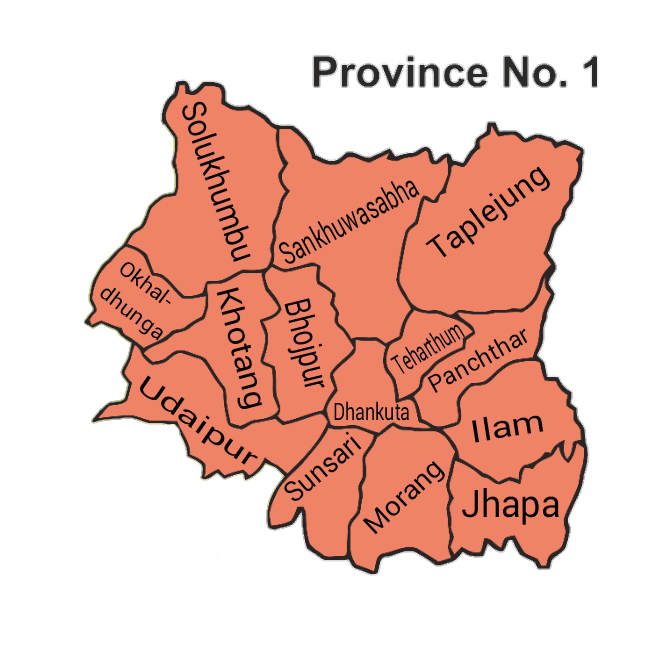
Коши (1-я провинция) состоит из 14 районов

Провинция состоит из следующих районов:
1. Тапледжунг
2. Пантчхар
3. Илам
4. Санкхувасабха
5. Терхатхум
6. Дханкута
7. Бходжпур
8. Кхотанг
9. Солукхумбу
10. Окхалдунга
11. Удаяпур
12. Джапа
13. Моранг
14. Сунсари

## Туристические места
- Храм Патибхара-Деви[англ.], Тапледжунг
- Канченджанга, Тапледжунг
- Гора Эверест, Солукхумбу
- Национальный парк Сагарматха, Солукхумбу
- Аэропорт Лукла, Солукхумбу
- Заповедник Коши-Таппу[англ.], Сунсари, Саптари, Удаяпур
- Намче-Базар, Солукхумбу
- Каньям[англ.], Илам
- Храм Будха-Субба[англ.], Сунсари
- Бхедетар, Сунсари
- Пещера Маратика[англ.], район Кхотанг
- Барахачхетра[англ.], Сунсари
- Syanboche[прояснить], Солукхумбу
- Биратнагар, Моранг